# Großkarolinenfeld
Großkarolinenfeld – miejscowość i gmina w Niemczech, w kraju związkowym Bawaria, w rejencji Górna Bawaria, w regionie Südostoberbayern, w powiecie Rosenheim. Leży około 5 km na północny zachód od Rosenheimu, przy liniach kolejowych Monachium – Innsbruck oraz Monachium - Salzburg.

## Demografia
Dane o ludności z 31 grudnia 2008:
| Opis                                | Ogółem | Ogółem | Kobiety | Kobiety | Mężczyźni | Mężczyźni |
| ----------------------------------- | ------ | ------ | ------- | ------- | --------- | --------- |
| Jednostka                           | osób   | %      | osób    | %       | osób      | %         |
| Populacja                           | 6914   | 100    | 3509    | 50,75   | 3405      | 49,25     |
| Wiek przedprodukcyjny (0–17 lat)    | 1420   | 20,54  | 688     | 9,95    | 732       | 10,59     |
| Wiek produkcyjny (18–65 lat)        | 4451   | 64,38  | 2230    | 32,25   | 2221      | 32,12     |
| Wiek poprodukcyjny (powyżej 65 lat) | 1043   | 15,09  | 591     | 8,55    | 452       | 6,54      |

## Polityka
Wójtem gminy jest Bernd Fessler, rada gminy składa się z 20 osób.
|      | CSU | SPD | Zieloni | PW | GTBV | Razem |
| 2008 | 9   | 2   | 2       | 4  | 3    | 20    |
| 2002 | 8   | 2   | 1       | 4  | 5    | 20    |

## Współpraca
Miejscowości partnerskie:
- Königsmoos, Bawaria
- Westheim (Pfalz), Nadrenia-Palatynat